# 肯定前提推得否定結論
肯定前提推得否定結論（英文：negative conclusion from affirmative premises）是一種形式謬誤，是因三段論中前提皆為肯定，而結論為否定，導致論證無效。

## 直言三段論推理規則
例句：
- 所有人都會死，蘇格拉底是人。因此，蘇格拉底會死。

推理規則：
1. 結論中的謂詞是大詞(P)；包含大詞的前提為大前提
2. 結論中的主詞是小詞(S)；包含小詞的前提為小前提
3. 二前提中重複出現的詞是中詞(M)
4. 判定論述的語氣及周延性（以下周延記為+，不周延記為-）：
  - 全稱肯定(A)：「所有A是B」，A+ B- （單稱為準三段論，可視為全稱肯定）
  - 全稱否定(E)：「沒有A是B」，A+ B+
  - 特稱肯定(I)：「有些A是B」，A- B-
  - 特稱否定(O)：「有些A不是B」，A- B+

例句分析結果：
- 大前提(A): 所有人(M+)是會死的(P-)
- 小前提(A): 所有蘇格拉底(S+)是人(M-)
- 結論(A): 所有蘇格拉底(S+)是會死的(P-)

有效性檢驗：
1. 結論中周延的詞必須在前提中周延（謬誤：大詞不當、小詞不當）
2. 中詞必須周延至少一次（謬誤：中詞不周延）
3. 結論中否定命題的數目必須和前提中否定命題的數目相等：
  - 二前提皆肯定，則結論必須為肯定（謬誤：肯定推得否定）
  - 一前提是否定，則結論必須為否定（謬誤：否定推得肯定）
  - 二前提皆否定，則三段論必無效（謬誤：互斥前提）

其他檢驗：
- 如果語境上不能假設所有提及的集合非空，部分推論將會無效（謬誤：存在謬誤）
- 必須包含嚴格的三個詞，不多不少。且須注意所有關鍵詞和結構的語義是否一致（謬誤：四詞謬誤、歧義謬誤）

## 示例
狗都是動物，動物都是會動的。因此，沒有狗是會動的。

此例可分析如下：
- 大前提(A): 所有狗(M+)都是動物(P-)
- 小前提(A): 所有動物(S+)都是會動的(M-)
- 結論(E): 沒有狗(S+)是會動的(P+)

兩前提皆為肯定，而結論卻為否定，可判定推論無效。
實際上此論斷還違反了「前提中不周延的項，在結論中不得周延」的規則，因為大項「會動的」在前提中是做為肯定判斷的謂項，不周延，但是在結論中卻做為否定判斷的謂項，周延了。
若違反此項規則，必然違反「前提中不周延的項，在結論中不得周延」的規則或者「中項不周延」的規則，只除了三段論4-AAO以外，4-AAO為正確前提錯誤結論的唯一可能是S=M=P。

## 外部連結
- （英文）Logical Fallacy: Negative Conclusion from Affirmative Premisses （页面存档备份，存于）